# ヨセフとポティファルの妻 (レーニ)
『ヨセフとポティファルの妻』（ヨセフとポティファルのつま、伊: Giuseppe e la moglie de Putifarre、英: Joseph and Potiphar's Wife）は、17世紀イタリア・バロック期のボローニャ派の巨匠グイド・レーニが1630年ごろ、キャンバス上に油彩で制作した絵画である。『旧約聖書』中の「創世記」 (39章7-20) にあるヨセフのエピソードを主題としている。元来、イタリア・バロック期の画家ロレンツォ・パシネッリが所有していた作品で、その後、さまざまな所有者を経て、1993年以来、ロサンゼルスのJ・ポール・ゲティ美術館に所蔵されている。

## 作品
「創世記」には、嫉妬深い兄弟たちに売られたヨセフがファラオの侍従長ポティファルに買われた物語が叙述されている。ポティファルに仕えたヨセフはポティファルの信頼を得るも、彼の妻はヨセフが気に入り、彼を誘惑しようと何度か試みた。

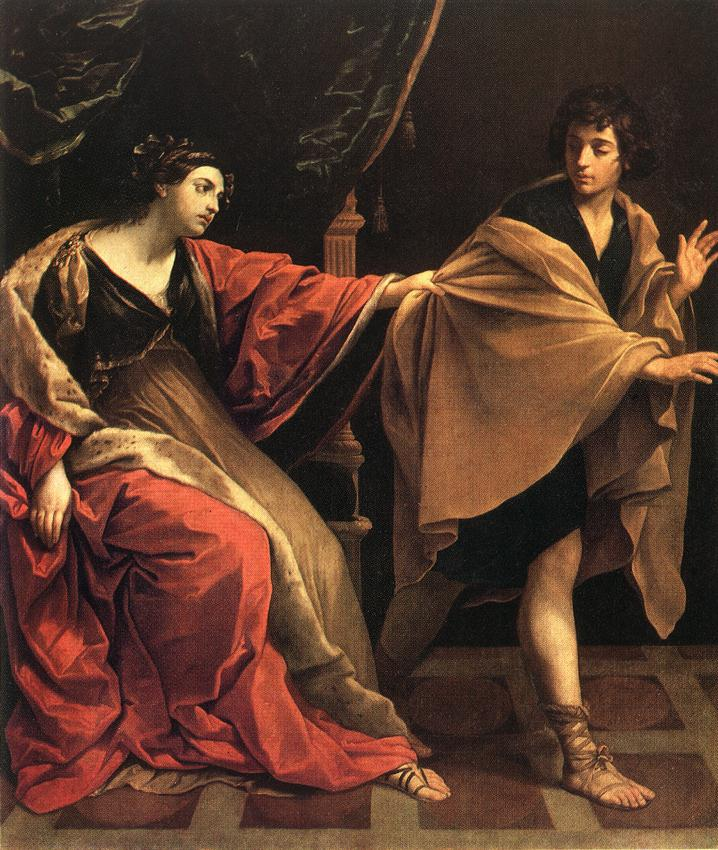
グイド・レーニ 『ヨセフとポティファルの妻』(1631年)、個人蔵

この絵画は、まさにポティファルの妻がヨセフを誘惑しようとする場面が描かれている。ヨセフが逃げた際、彼の破れた衣服の切れ端が彼女の手の中に残された。彼女は屈辱感に苛まれ、復讐心を起こす。その衣服の切れ端を証拠として、ヨセフに強姦されたと夫に嘘をついて、訴えたのである。結果的にヨセフは投獄されてしまうが、獄中でほかの受刑者たちの夢を解釈したヨセフは、やがてファラオの家庭に迎え入れられることになった。
この逸話のように道徳的な物語は17世紀のヨーロッパで人気があった。当時の対抗宗教改革の謹厳な精神に則り、そうした道徳的な物語は肉欲、女性の誘惑に対する警告としての役割を果たし、鑑賞者に罪の誘惑と戦うことを教えるための目的があったのである。しかし、本作の場面は人徳と誠実さというものはすぐには報いられず、辛抱強さと神に対する信仰が必要であるというメッセージを伝えている。一方で、本作は、レーニの非常に称賛を受けた衣服の描写を披露する格好の機会ともなっている。なお、レーニは、本作とほぼ同時期の1631年に同主題作を制作した。